# حیات وحش کاستاریکا

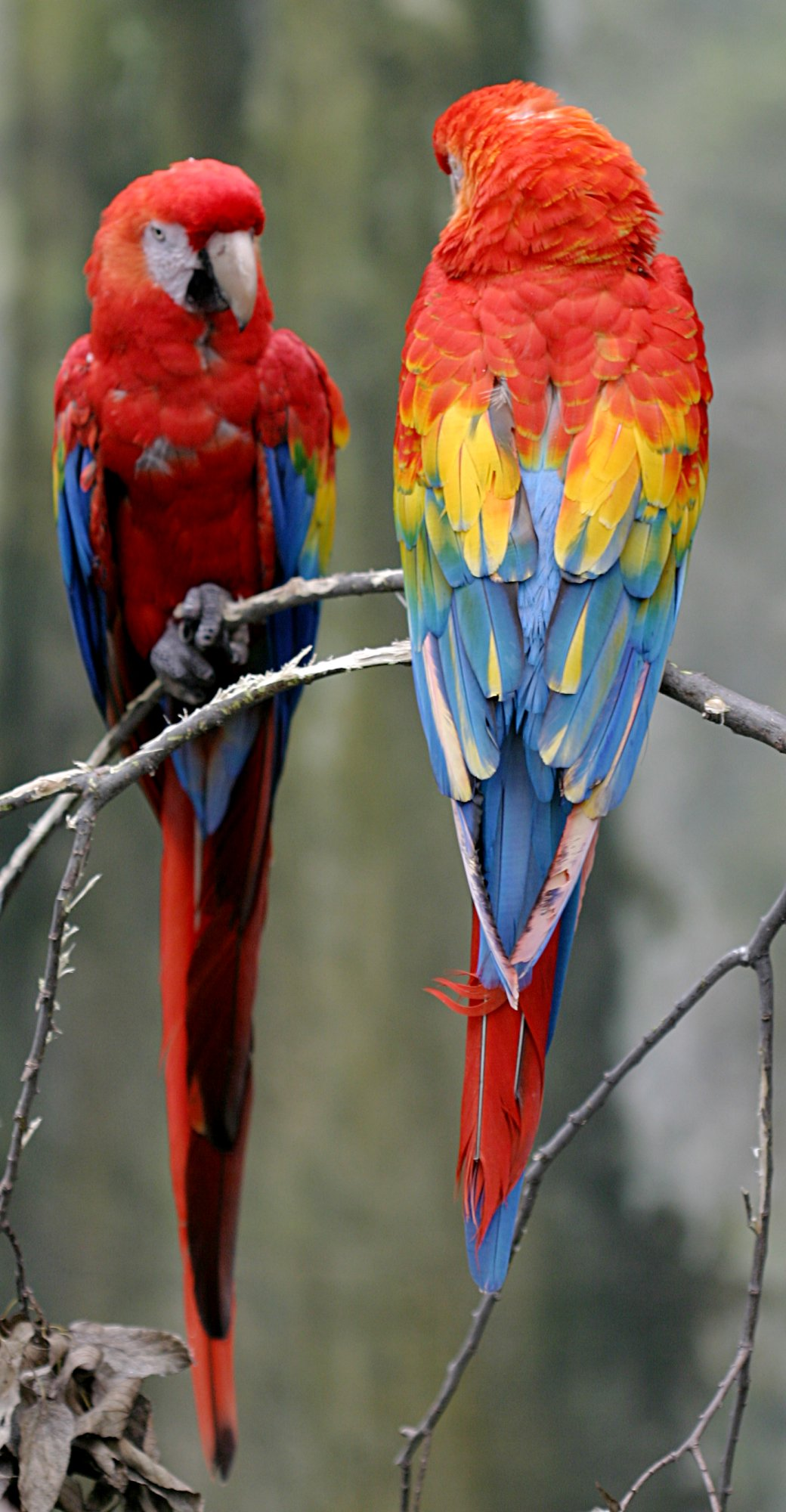
مکائوی سرخ‌فام بومی کاستاریکا است.

حیات وحش کاستاریکا متشکل از تمام جانوران، قارچ‌ها و گیاهانی است که به‌طور طبیعی در این کشور واقع در آمریکای مرکزی قرار دارند. کاستاریکا تا حد زیادی به‌خاطر موقعیت جغرافیایی خود بین آمریکای شمالی و جنوبی، اقلیم نوحاره‌ای و گوناگونی گسترده زیستگاه‌هایش حیات وحش بسیار متنوعی را در خود جای داده‌است. کاستاریکا جایگاه بیشتر از ۵۰۰٬۰۰۰ گونه است که تقریباً ۵٪ گونه‌های تخمین‌زده‌شده در دنیا هستند که این کشور را به یکی از ۲۰ کشور دنیا با بیشترین تنوع زیستی تبدیل کرده‌است. از این ۵۰۰٬۰۰۰ گونه کمی بیشتر از ۳۰۰٬۰۰۰ گونه حشره هستند.
یکی از دلایل اصلی تنوع زیستی کاستاریکا این است که این کشور همراه با سرزمینی که اکنون پاناما محسوب می‌شود، تقریباً سه تا پنج میلیون سال پیش پلی میان قاره‌های آمریکای شمالی و جنوبی ایجاد کرد که آنها را به یکدیگر متصل می‌کرد. این پل به گیاگان و زیاگان بسیار متفاوت دو قاره اجازه ترکیب شدن داد.